# نهائي كأس إفريقيا للأندية البطلة 1971
نهائي كأس أفريقيا للأندية البطلة 1971 هي النسخة 7 من دوري أبطال أفريقيا . توج نادي كانون ياوندي الكاميروني بالكأس على حساب أشانتي كوتوكو الغاني .ولعبت 3 مبارايات وحسمت من المباراة الثالثة بفوز كانون ياوندي.

## الفرق
- كانون ياوندي ( الكاميرون)
- أشانتي كوتوكو ( غانا)

## النهائي

### المباراة الأولى
| أشانتي كوتوكو | 3–0   | كانون ياوندي |
| ------------- | ----- | ------------ |
|               | تقرير |              |

### المباراة الثانية
| كانون ياوندي | 2–0   | أشانتي كوتوكو |
| ------------ | ----- | ------------- |
|              | تقرير |               |

### المباراة الثالثة
| كانون ياوندي | 1–0   | أشانتي كوتوكو |
| ------------ | ----- | ------------- |
|              | تقرير |               |